# Macui Daiszuke
Macui Daiszuke (Kiotó, 1981. május 11.–) japán válogatott labdarúgó.
A japán válogatott tagjaként részt vett a 2010-es világbajnokságon.

## Statisztika
| Japán válogatott | Japán válogatott | Japán válogatott |
| Időszak          | Mérk.            | gól              |
| ---------------- | ---------------- | ---------------- |
| 2003             | 1                | 0                |
| 2004             | 0                | 0                |
| 2005             | 3                | 1                |
| 2006             | 0                | 0                |
| 2007             | 2                | 0                |
| 2008             | 7                | 0                |
| 2009             | 8                | 0                |
| 2010             | 8                | 0                |
| 2011             | 2                | 0                |
| Összesen         | 31               | 1                |